# PLIME
PLIME（プライム）は、日本のダンスボーカルユニットである。

## 来歴
2004年、元Virgin Berryの浅野ケン（後、2006年までPLIMEのプロデューサーを務めた）によって、八王子実践高校に通う高梨桃子、若林愛、田中菜々恵の3人が発掘され、PLIMEの前身となるプロジェクト始動。のち、田中菜々恵は声帯の不調により脱退。
2004年8月に新たにメンバーを加え、草野真梨絵（リーダー）、高梨桃子（サブリーダー）、島沙織、斉藤彩、中島愛、若林愛によって正式に結成された。
2005年3月9日、DVD付きシングル『6COLORS★like a rainbow』でインディーズデビュー。
2006年2月22日、ミニアルバム『Assist』で徳間ジャパンコミュニケーションズよりメジャーデビュー。
2006年9月に若林愛脱退。5人体制で再出発するも、2007年8月5日リーダー草野真梨絵が脱退。サブリーダーの高梨桃子が新リーダーとなり、4人体制で再々出発。しかし2008年3月2日には島沙織、斉藤彩、中島愛が同時脱退する。3月22日にRieko、Aimi、Chika、Noriの新メンバー4人を迎えて再度ユニット立て直すが、5月14日には残ったオリジナルメンバーの高梨桃子も脱退する。
2008年6月25日にHappy Music RecordよりRieko、Aimi、Chika、Noriの新メンバーでシングル『Shining days』で再デビュー。
2009年5月30日に、Chika、Noriが脱退し、メンバーはRieko、Aimiの2人となった。
そのまま活動は休止、2009年12月16日に、所属事務所GPSより活動終了が発表された。

## メンバー
- Rieko（1984年8月31日 - ）（2008年3月22日加入-2009年12月16日活動終了）
- Aimi（1987年3月4日 - ）（2008年3月22日加入-2009年12月16日活動終了）
- Chika（1988年6月30日 - ）（2008年3月22日加入-2009年5月30日脱退）
- Nori（9月9日 - ）（2008年3月22日加入-2009年5月30日脱退）
- 高梨桃子（1987年1月27日 - ）（2004年8月結成-2008年5月14日脱退）
- 中島愛（1987年2月20日 - ）（2004年8月結成-2008年3月2日脱退）
- 斉藤彩（1986年11月29日 - ）（2004年8月結成-2008年3月2日脱退）
- 島沙織（1986年11月17日 - ）（2004年8月結成-2008年3月2日脱退）
- 草野真梨絵（1986年8月30日 - ）（2004年8月結成-2007年8月5日脱退）
- 若林愛（1986年7月26日 - ）（2004年8月結成-2006年9月脱退）

## エピソード
草野真梨絵、島沙織、中島愛は、PLIME発足前にはスターライトスタジオにてレッスンを受け、この 3人で「Fire」というユニットを組んでいた。
「PLIME」は「the Item of Love & Peace is Endless Music…」からキーワードのPeace Love Item Music Endlessの各頭文字が取られた名称で、結成当初のメンバー、高梨桃子、若林愛、田中菜々恵の発案により命名された。また、このことは彼女達のデビュー曲にあたる「6 COLORS ☆ like a rainbow」の歌詞中にも歌われている。

## ディスコグラフィー

### シングル
1. 6COLORS★like a rainbow（2005年3月9日）CD+DVD（chiquita banana）
  1. 6COLORS★like a rainbow
  2. all or nothing～そばにいるだけで～
  3. Right Side of You
  4. 6COLORS★like a rainbow(Back Track)
2. フットサルサ（2005年8月10日）（chiquita banana）
  1. フットサルサ
  2. Gift for Love
  3. Next Flight(without you)
  4. 6 COLORS ☆ like a rainbow(アコースティック・バージョン)
  5. フットサルサ(リミックス)
3. WILL～恋する未来～（2006年12月13日）（GIRLS' RECORDS）
  1. WILL～恋する未来～
  2. Desert Road
  3. FRIENDS
  4. Winter Carnival
4. Faraway（2007年5月23日）（GIRLS' RECORDS）
  1. Faraway
  2. Birthday to dream
  3. REAL MIND
  4. HORIZON
5. Shining days（2008年6月25日）（Happy Music Records）
  1. Shining days
  2. ココニイルカラ
  3. Feel The Wind

### アルバム
1. Assist（2006年2月22日）（徳間ジャパンコミュニケーションズ）
  1. ASSIST（サッカー情報コンテンツサイト「みんな＠サッカー」のイメージソング）
  2. 泣いてもいいよ
  3. Different Days
  4. Scenery
  5. フットサルサ (Second Edition)
  6. OVER THE RAINBOW（TBS「BODY」エンディングテーマ）

### コンピレーションアルバム
1. ☆地方発☆アイドル大集合!!（2005年5月25日）（Primavera）
  1. 君がそばにいた　タッチ
  2. 6 COLORS ☆ like a rainbow (PLIMix)　PLIME
  3. We Are C-ZONE　C-ZONE
  4. 恋するねぎっ娘　Negicco
  5. LOVE SESSION　Cross
  6. N・A・T・S・U☆K・O・I　Breeze
  7. 真実の宝石　ダンシングBANANA
  8. Pure Snow Love　Bachicco!

PLIME feat. OMA(オマスガ)として参加。
1. INFINITY（2009年4月8日）（Happy Music Records）
  1. INTRO 瀬戸星次
  2. SUPER SIZE CLOCK
  3. Knock You Out CUZERO＆CHANNE
  4. I'm ON FIRE HiD ,CHO＆TOMOGEN
  5. 君の想いで KIKURI
  6. Magic　PLIME feat. OMA(オマスガ)
  7. THAT's RIGHT LITTLE
  8. 祈りの歌(パチンコエウレカセブン スペシャルサイトOPソング) さくら
  9. Mr.DJ MAD HAND
  10. platinum-INFINITY remix- RSP
  11. LIVIN' LARGE シュビドゥバ
  12. OUTORO 瀬戸星次
  13. 背中越しに見えた空